# Kenneth Low
Kenneth Low (* 26. April 1976 in Kuala Lumpur) ist ein ehemaliger malaysischer Squashspieler.

## Karriere
Kenneth Low war von 1996 bis 2004 auf der PSA World Tour aktiv. Seine höchste Platzierung in der Weltrangliste war Rang 41 im August 2001. Im Jahr 2000 wurde er mit der malaysischen Nationalmannschaft Asienmeister, im Einzel erreichte er 1998 das Finale, in dem er Zarak Jahan Khan unterlag. Bei den Asienspielen 1998 gewann er die Bronzemedaille. Mit der Nationalmannschaft nahm er 1999 und 2001 an Weltmeisterschaften teil.

## Erfolge
- Vizeasienmeister im Einzel: 1998
- Asienmeister mit der Mannschaft: 2000
- Gewonnene PSA-Titel: 8
- Asienspiele: 1 × Bronze (Einzel 1998)